# Жоэлсон
Ина́сио Жозе́ Жо́элсон (порт. Inácio José Joelson; 10 июля 1983, Ибитинга, Бразилия) — бразильский футболист, нападающий.

## Карьера
Жоэлсон начал карьеру в молодёжном составе клуба «Аталанта», куда он прибыл из Бразилии вместе со своим старшим братом Пиа. В сезоне 2002/03 бразилец был арендован клубом «Павия» из Серии С1, где он дебютировал на профессиональном уровне. В 2004 году Жоелсон перешёл в команду «Альбинолеффе», выступавшую в Серии В. В сезоне 2005/06 игрок провёл 32 матча в чемпионате и забил 5 голов.
В 2007 году Жоелсоном заинтересовался клуб «Реджина». Вскоре он перешёл в этот коллектив в статусе свободного агента. 26 августа Жоэлсон дебютировал в Серии А в матче против своего родного клуба — «Аталанты». 11 ноября 2007 года в матче с «Дженоа» бразильский футболист, выйдя на замену, забил свой первый гол в Серии А, а его команда победила со счётом 2:0. Всего Жоэлсон провёл в высшем дивизионе Италии 13 матчей (4 раза выходил в стартовом составе).
21 августа 2008 года Жоэлсон перешёл в клуб «Пиза» из Серии В. 24 октября игрок забил свой первый гол за команду, а 6 декабря сделал хет-трик в ворота «Анконы». После возвращения в «Реджину» Жоелсон снова отправился в аренду, но уже в другой клуб — «Гроссето».
31 августа 2010 года бразилец перешёл в «Беневенто». Проведя в клубе половину сезона, 31 января 2011 года Жоэлсон подписал контракт с клубом «Кремонезе». 13 ноября 2011 года Жоэлсон в качестве свободного агента перешёл в клуб «Пергокрема», в котором выступает его старший брат Пиа.

## Достижения
«Павия»
- Победитель Серии С2: 2002/03